# Lloyd Daley
Lloyd "Matador" Daley, né le 12 juillet 1939 à Kingston (Jamaïque) et mort le 18 mars 2018, est un producteur jamaïcain de reggae ayant commencé sa carrière en 1957.
Il a vendu 50 000 exemplaires du titre Ugly Man (The Scorchers), mais son plus grand hit reste la chanson de Little Roy Bongo Nyah, qui atteint le sommet des charts jamaïcains en 1969. Il produit également d'autres singles populaires pour des artistes tels que The Abyssinians (Yim Mas Gan), The Ethiopians (Owe Me No Pay Me), Dennis Brown (Things In Life), The Wailing Souls (Gold Digger), quelques-uns des premiers titres des Gladiators (Freedom Train, Rockaman Soul), Alton Ellis (le succès Lord Deliver Us), John Holt ou The Paragons.
Rejetant l'inflence de la musique soul américaine (très présente à travers l'ère Rocksteady et Early reggae), Daley produit principalement des compositions originales, préférant les thèmes religieux (Rasta) et socio-politiques aux chansons d'amour.
Il publie également beaucoup d'instrumentaux avec Johnny Moore ou Lloyd Charmers (Zylon est un hit en 1969) et des versions deejay de ses hits avec notamment U Roy (Sound Of The Wise et Scandal, publiées en octobre 1969).
En 1971, Daley publie la version du titre Hard Fighter de Little Roy, enregistrée par les Hippy Boys, et intitulée Voo-doo. C'est l'un des premiers instrumentaux "dub" où la basse et la batterie ont un rôle dominant.

## Discographie
- 1992 - Lloyd Daley's Matador productions (1968-72) - Reggae classics from the Originator (Heartbeat Records)
- 1994 - Matadors Arena vol. 2 (1971-79) (Jamaicain Gold)
- 1994 - It's Shuffle and Ska time with Lloyd "The Matador" Daley (Jamaican Gold)